# Marc Gaucher
Pour les articles homonymes, voir Gauche.
Marc Marie Joseph Gaucher, né le 2 février 1882 à Armentières et mort le 23 novembre 1953, est un sportif français spécialisé en boxe anglaise.

## Biographie
Frère du sulfureux journaliste André Gaucher, Marc Gaucher est l'un des premiers pugilistes français professionnels spécialisé en boxe anglaise, sport introduit en France en 1903, au niveau des compétitions, discipline largement dominée à cette époque par les Américains.
Titré en 1905 champion de France de boxe anglaise amateur (poids lourds), ils se fait connaître par une série de rencontres spectaculaires et inattendus comme combattre sur de la glace ou à côté de clowns. En janvier 1906, il affronte le japonais Yukio Tani (en), maître en Ju-jitsu, lors d'un match organisé à l'hippodrome de Montmartre, et s'incline en 3 rounds non sans dignité.
Ce même mois, il est classé professionnel par la Fédération française des sociétés de boxe (FFSB), qui s'évertuait depuis sa création à interdire de nombreux « matchs vus comme des numéros de music-hall » incluant des pratiquants de la boxe anglaise qui mettaient également leur vie en danger en relevant des défis et ce, pour de l'argent. Désormais, Gaucher doit se plier aux règles de la fédération.
Catégorie poids mi-lourds, il débute le 7 janvier 1907 au cirque Métropole en un match contre le français Cerf qu'il remporte. Il s'incline face à l'américain Sam McVey le 24 octobre suivant au Folies Bergère dans un match commenté par toute la presse sportive. Dans la foulée, il bat le franco-argentin Charley Williams et le britannique Arthur Daley les 26 et 29 octobre suivant. Le 2 novembre, il bat au bout de la 11e reprise le britannique Fred Drummond, pourtant un habitué du ring et au palmarès impressionnant. Dès lors, la notoriété de Gaucher explose, il peut prétendre au titre français, et il est l'un des premiers à réclamer aux organisateurs des sommes de l'ordre de deux à trois mille francs par match.
Malheureusement, le match qui l'oppose au français Marcel Moreau, poids moyen, le 25 janvier 1908 au Neuilly Bowling Palace qui compte pour le titre de champion de France toutes catégories, se termine très mal : à la fin du 10e round, épuisé, Moreau donne des signes de fatigue et reçoit semble-t-il un coup de la part de Gaucher après que le son de la cloche a retenti. L'arbitre veut le sanctionner dans un premier temps mais d'énormes protestations retentissent dans le public et Gaucher est déclaré vainqueur, tandis que les trois juges ne parviennent pas à s'entendre. Au bout de cinq heures, aucune décision officielle ne tombe. 24 heures plus tard, la disqualification de Gaucher tombe ! Ni Moreau ni Gaucher n'acceptent cette décision. Le titre ne fut donc pas décerné, et la presse se déchaîna, proclamant Gaucher champion de France.
Gaucher livre encore 6 combats avant de se retirer de la compétition après un match au Wonderland, le 22 janvier 1910.
Devenu professeur de boxe et propriétaire d'une salle d'entrainement, il commet, le 18 juillet 1911 sur la personne de l'actrice Carmen Deraisy une agression, lui appliquant sur le visage des ordures : il est condamné à 15 jours de prison avec sursis et 200 francs d'amende.
Le 15 mars 1912 à Paris 18e, Marc Gaucher épouse l'actrice Yvonne Legeay dont il divorce en 1920, après une sombre affaire de recel impliquant le champion Louis de Ponthieu. 
Il est mobilisé durant la Première Guerre mondiale.
Il est l'oncle de Roland Gaucher. 

Marc Gaucher
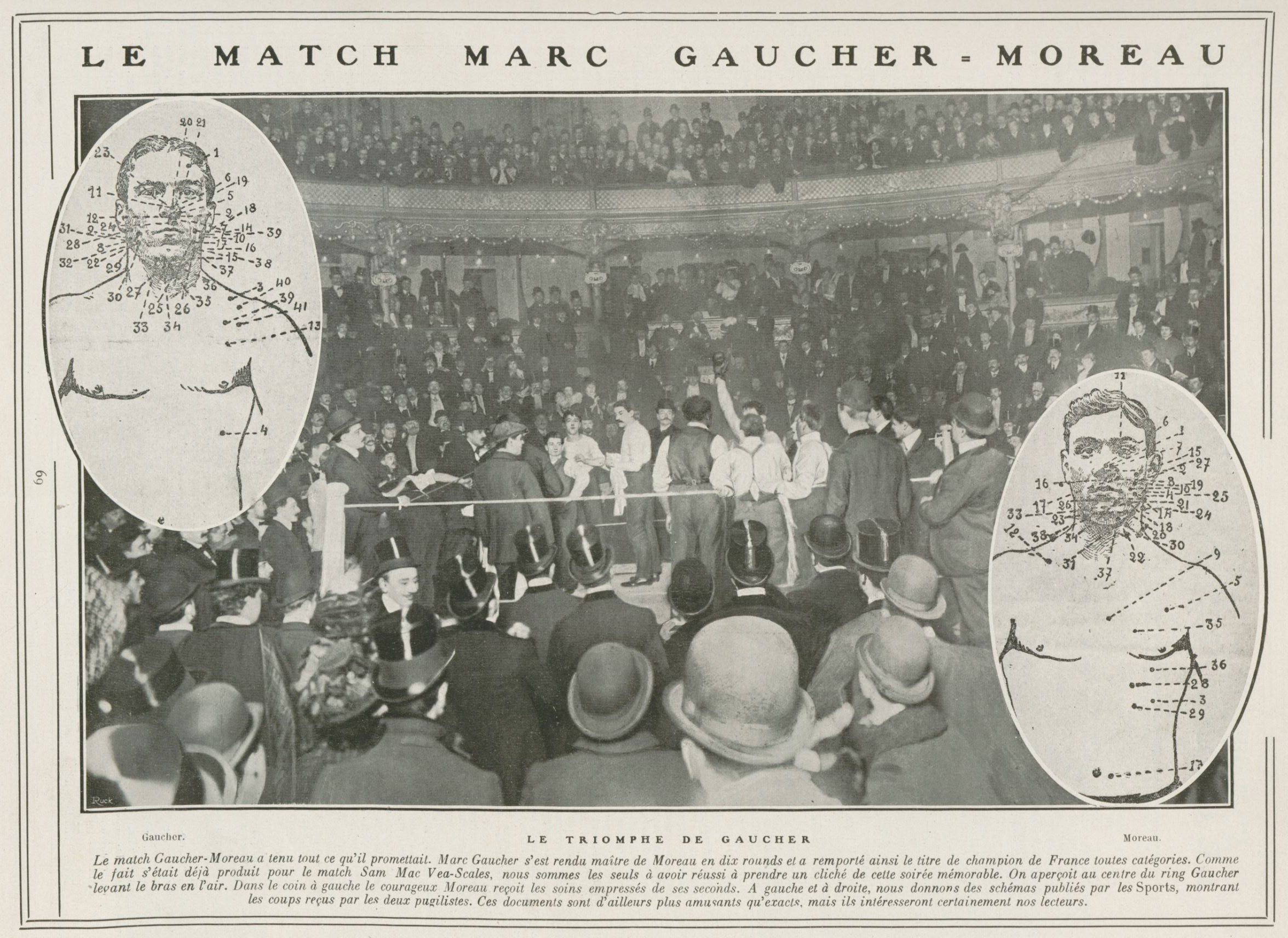
Le fameux match Gaucher-Moreau du 25 janvier 1908, revu par La Vie au grand air (1er février 1908).
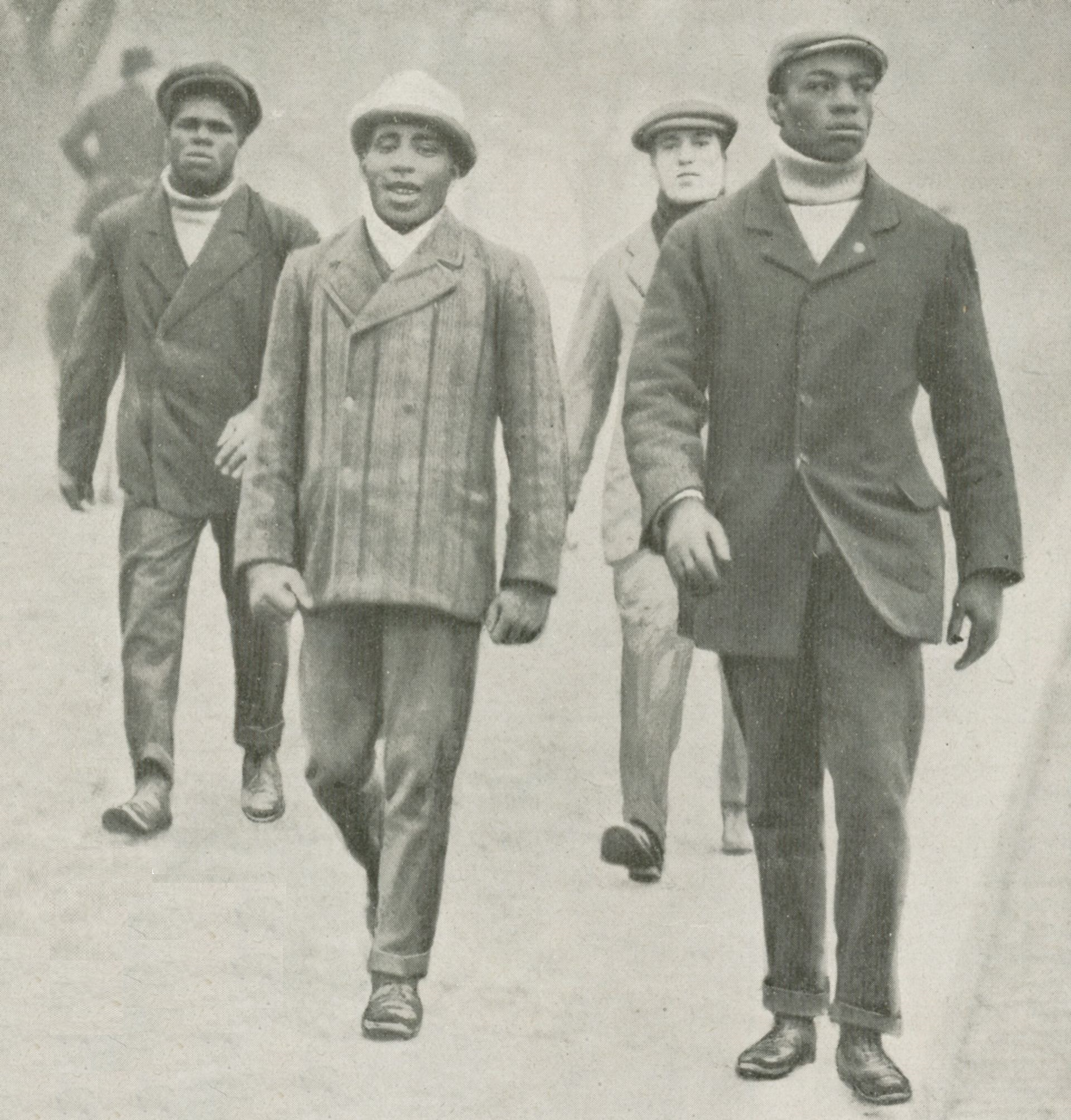
Sam McVey, Kid Davies, Gaucher et Charlie Williams (La Vie au grand air, 1er février 1908).
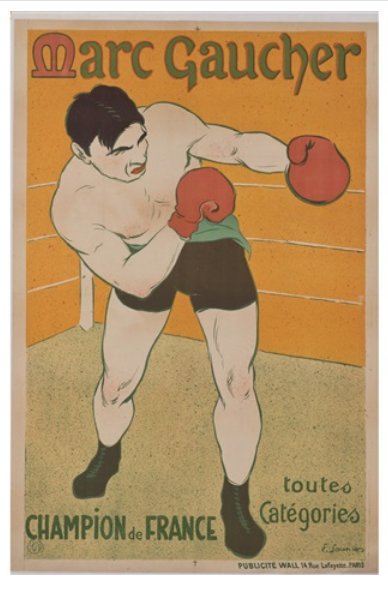
Affiche d'Édouard Saunier (1908).